# Princesse Tōchi
La princesse Tōchi (十市皇女, Tōchi no hime miko), 648? – 3 mai 678, est une princesse impériale du Japon durant la période Asuka de l'histoire du Japon.

## Biographie
La princesse Tōchi est une fille de l'empereur Tenmu. Sa mère est la princesse Nukata, connue comme une poétesse de cour. Elle épouse le prince Ōtomo qui devient l'empereur Kōbun. Ils résident dans la capitale d'Omikyō, province d'Ōmi (moderne Ōtsu dans la préfecture de Shiga). À la mort de son père (l'empereur Tenji), il lui succède et elle devient par conséquent impératrice consort (kōgō), titre qu'elle porte de janvier 672 au 21 août 672.
En 678, elle est désignée saiō par divination et doit quitter sa résidence pour séjourner au Saikū (斎宮), le palais de l'abstinence, le 7e jour du 4e mois. Elle meurt soudainement dans la résidence. Selon le Nihon shoki, elle meurt d'une maladie soudaine mais quelques historiens pensent qu'elle s'est suicidée.
Lorsqu'elle meurt, (le 7e jour du 4e mois de la 7e année du règne de Tenmu), le prince Takechi compose trois vers de lamentation en son honneur (de ses vers recueillis dans le Man'yōshū).
Elle est enterrée dans un endroit appelé Akō dans le Nihon shoki, qui est peut-être Akō dans la préfecture de Hyōgo.

## Sanctuaires consacrés

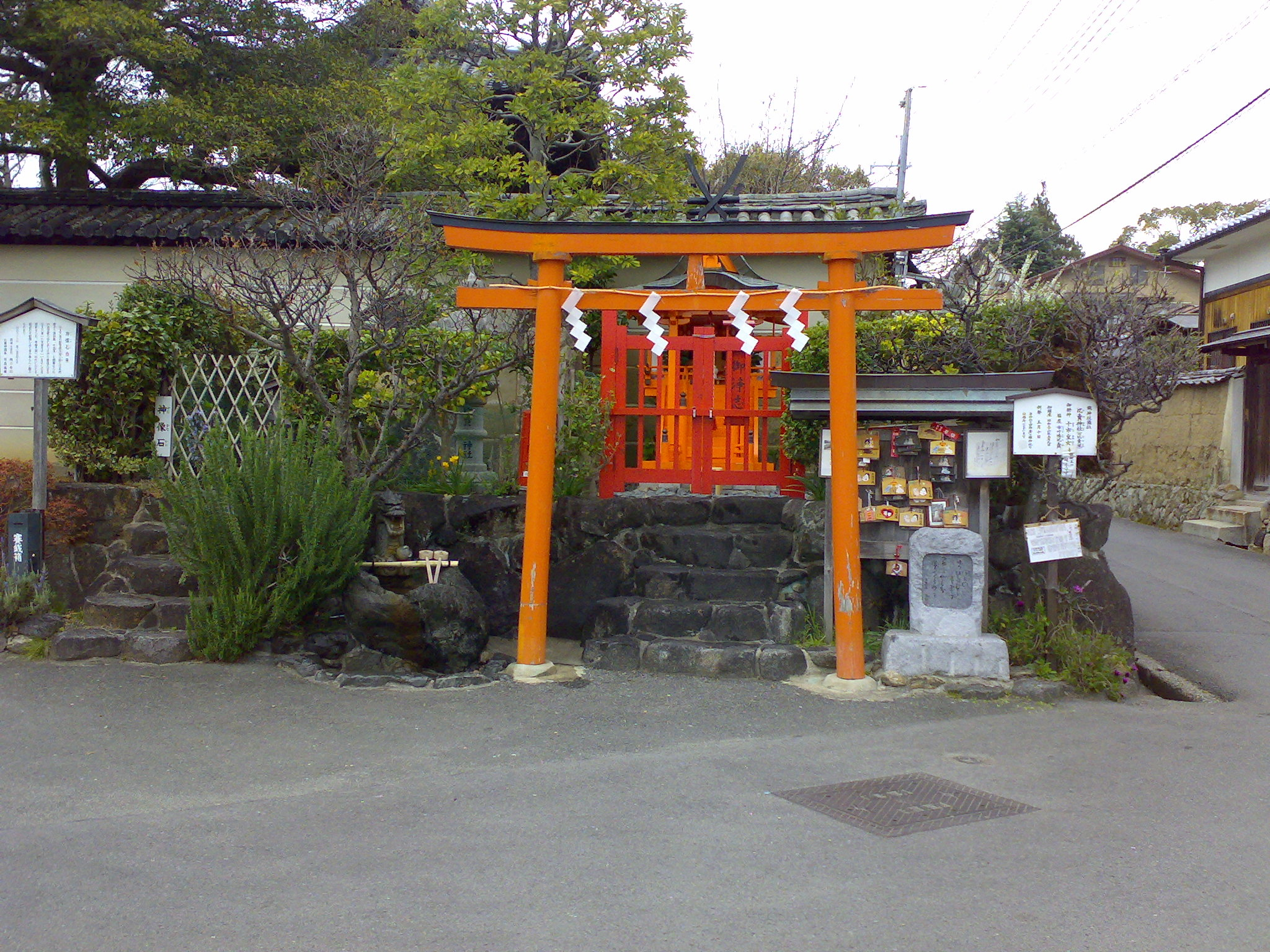
Sanctuaire Himegamisha à Nara

- Sanctuaire Himegamisha — érigé en 1981 et situé à Nara.
- Tsutsumori-jinja – situé à Ōtaki, préfecture de Chiba.
- Sanctuaire Shingū – situé à Nankoku, préfecture de Kōchi.

## Source de la traduction
- (en)/(ja) Cet article est partiellement ou en totalité issu des articles intitulés en anglais « Princess Tōchi » (voir la liste des auteurs) et en japonais « 十市皇女 » (voir la liste des auteurs).